# Holden Brougham

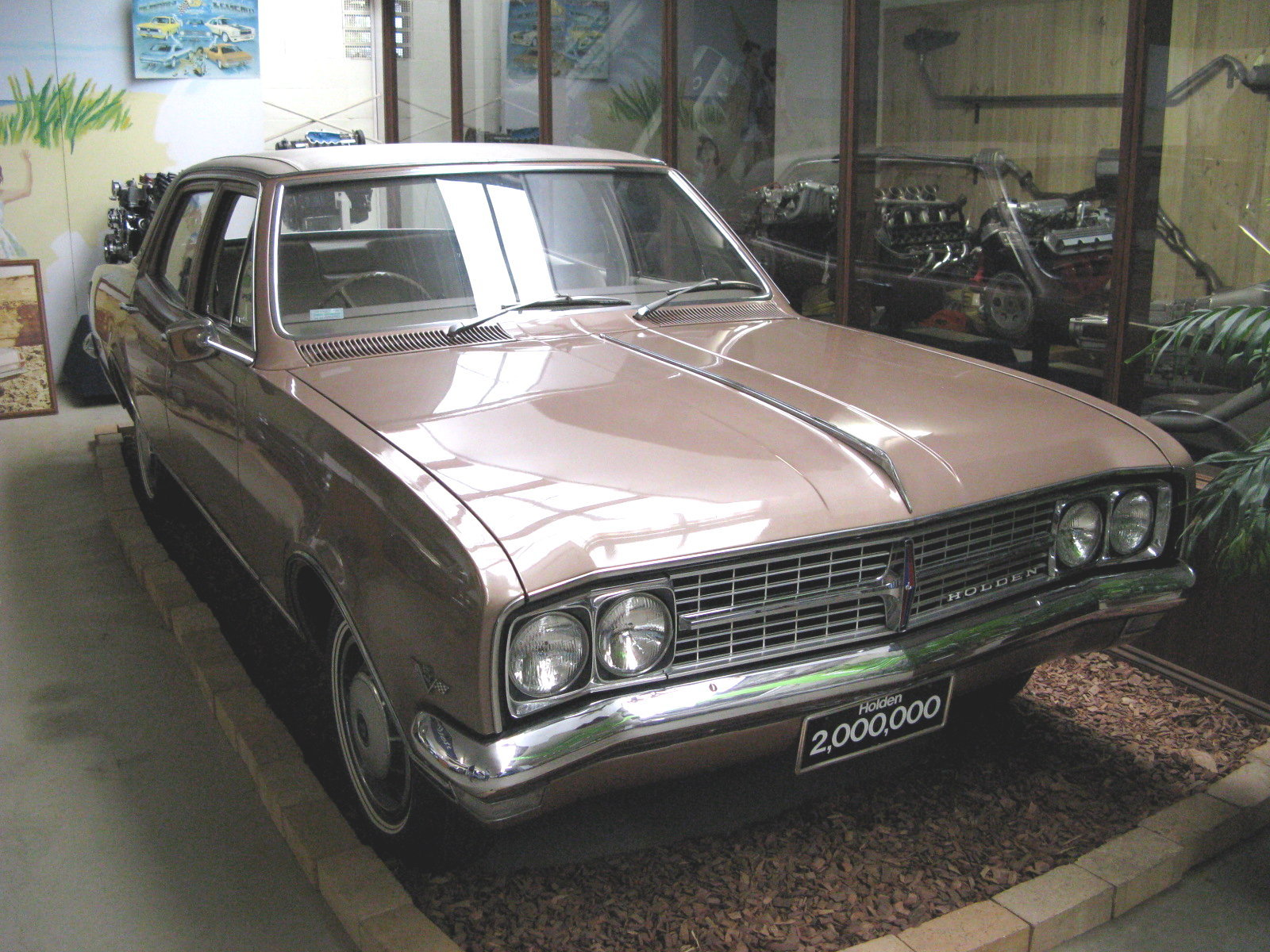
Holden Brougham HK (1968–1969)

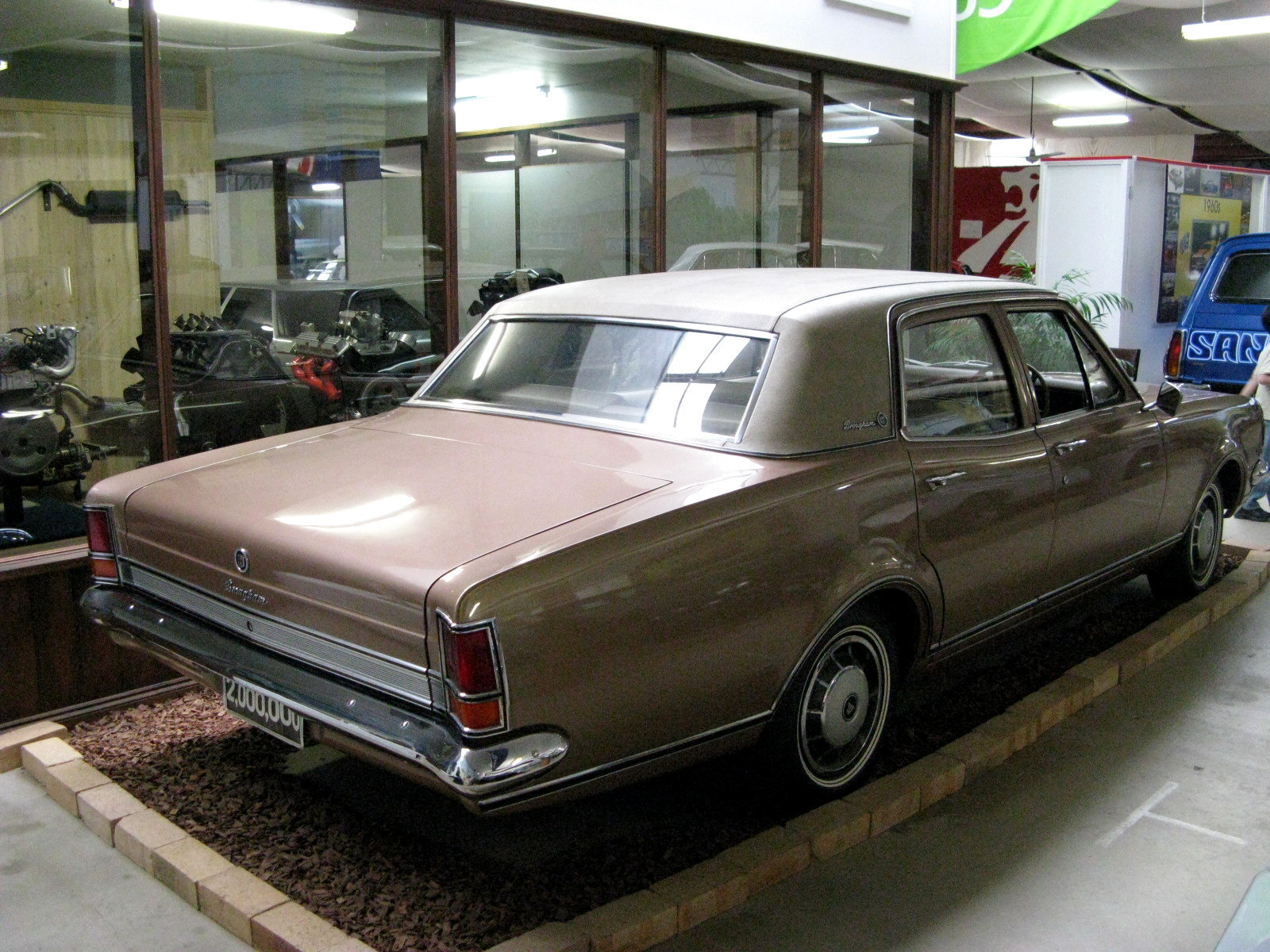
Heck des Brougham HK

Der Holden Brougham war ein Oberklasse-PKW, der in den Modelljahren 1968 bis 1971 von Holden in Australien als Luxusausführung des Belmont/Kingswood/Premier gebaut wurde.
Im Juli 1968 wurde, zusammen mit dem Sportcoupé Monaro die neue Luxuslimousine der seit Januar existierenden HK-Reihe, der Brougham HK vorgestellt. Im Grunde handelte es sich dabei um einen Premier, dessen Kofferraum verlängert worden war und einen eckigeren Abschluss mit schmalen, senkrecht stehenden Rückleuchten hatte. Er trug eine W-förmig konturierte Front mit Doppelscheinwerfern an den beiden Enden eines im je einem vertikalen und horizontalen Chromstab geteilten Kühlergrills. Der Brougham war nur mit den neuen V8-Motoren erhältlich und war mit Vinyldach und bester Ausstattung (u. a. Einzelsitze vorne und Lederausstattung) versehen. Er löste den Premier als Spitzenmodell der Baureihe ab und war Holdens Antwort auf den Ford Fairlane.
Zwei V8-Motoren standen zur Verfügung: Basis war der Small-Block-Motor von Chevrolet mit 5031 cm³ und 210 bhp (154 kW) und von den anderen GM-Marken kam ein V8 mit 5359 cm³ und 250 bhp (184 kW).
Das erste Facelift folgte im Mai 1969 zum Brougham HT. Der horizontale Chromstab, der im Vorjahr den Kühlergrill teilte, entfiel, sodass nur noch der vertikale blieb.
Mehr tat sich bei den Motoren: Einerseits entwickelte Holden eigene V8-Motoren mit 4146 cm³ Hubraum und 174 bhp (128 kW) bei einer Verdichtung von 8:1, bzw. 185 bhp (136 kW) bei einer Verdichtung von 9:1, sowie als Ersatz für den Chevrolet-Motor einen V8 mit 5047 cm³ und 240 bhp (176 kW). Andererseits importierte man den Chevrolet-Small-Block-V8 mit 5735 cm³ Hubraum und 275 bhp (202 kW) mit Automatikgetriebe und 300 bhp (221 kW) mit Schaltgetriebe. Da auch die Motoren der letzten Serie HK aufgebraucht wurden, standen im Brougham HT sieben verschiedene Motoren zur Wahl.
Im Juli 1971 kam das zweite Modellpflege zum Brougham HG. Der vertikal geteilte Kühlergrill war einem groben Karodesign gewichen. Das Motorenangebot entsprach fast dem des HT, nur der alte Chevrolet-Motor mit 5,05 l Hubraum und 210 bhp hatte ausgedient.
| Modell   | Bezeichnung | Fahrzeugart          | Bauzeitraum     |
| -------- | ----------- | -------------------- | --------------- |
| HK-81469 | Brougham    | Limousine, viertürig | 07/1968–06/1969 |
| HT-81469 | Brougham V8 | Limousine, viertürig | 06/1969–07/1970 |
| HG-81469 | Brougham V8 | Limousine, viertürig | 07/1970–06/1971 |

Von der HK-Serie entstanden 199.039 Exemplare, vom HT waren es 183.402 Stück und der HG wurde bis Juli 1971 genau 155.787 mal gebaut (alle Zahlen incl. der Modelle Belmont, Kingswood, Premier, Monaro und 1-tonner). Im Juli 1971 wurde der Brougham durch den neuen Statesman ersetzt.